# Pterocarya
Pterocarya é um género botânico pertencente à família Juglandaceae. Também conhecida como Nozes de Crivo.
1. ↑  «Pterocarya — World Flora Online». www.worldfloraonline.org. Consultado em 19 de agosto de 2020